# Tristellateia madagascariensis
Tristellateia madagascariensis är en tvåhjärtbladig växtart som beskrevs av Jean Louis Marie Poiret. Tristellateia madagascariensis ingår i släktet Tristellateia och familjen Malpighiaceae. Inga underarter finns listade i Catalogue of Life.